# Сезар (кинопремия, 1990)
15-я церемония вручения наград премии «Сезар» за заслуги в области французского кинематографа за 1989 год состоялась 4 марта 1990 года в театре Елисейских Полей (Париж, Франция). Президентом церемонии выступил американский актёр Кирк Дуглас.

## Список лауреатов и номинантов
Количество наград/номинаций:
- 5/11: «Слишком красива для тебя»
- 2/11: «Жизнь и ничего больше»
- 1/8:  «Месье Ир»
- 2/7:  «Безжалостный мир»
- 1/5: «Индийский ноктюрн»
- 2/4: «Вальмон»
- 1/3: «Белая свадьба»
- 0/3: «Крещение» / «Форс мажор»
- 1/2: «Зима 54, аббат Пьер» / «Новый кинотеатр „Парадизо“»
- 0/2: «Следуйте за этим самолётом» / «Бункер „Палас-отель“»
- 1/1: «Вуивра» / «Песня для моряка» / «Холодная луна» / «Le porte-plume» / «Опасные связи»

### Основные категории
• Победители выделены отдельным цветом. 
| Категории                                       | Лауреаты и номинанты                                                                                | Лауреаты и номинанты                                                          |
| ----------------------------------------------- | --------------------------------------------------------------------------------------------------- | ----------------------------------------------------------------------------- |
| Лучший фильм                                    | • Слишком красива для тебя / Trop belle pour toi (режиссёр: Бертран Блие)                           | • Слишком красива для тебя / Trop belle pour toi (режиссёр: Бертран Блие)     |
| Лучший фильм                                    | • Месье Ир / Monsieur Hire (режиссёр: Патрис Леконт)                                                |                                                                               |
| Лучший фильм                                    | • Индийский ноктюрн / Nocturne indien (режиссёр: Ален Корно)                                        |                                                                               |
| Лучший фильм                                    | • Безжалостный мир / Un monde sans pitié (режиссёр: Эрик Рошан)                                     |                                                                               |
| Лучший фильм                                    | • Жизнь и ничего больше / La Vie et rien d'autre (режиссёр: Бертран Тавернье)                       |                                                                               |
| Лучшая режиссура                                | | • Бертран Блие за фильм «Слишком красива для тебя»                            |
| Лучшая режиссура                                | • Патрис Леконт — «Месье Ир»                                                                        |                                                                               |
| Лучшая режиссура                                | • Ален Корно — «Индийский ноктюрн»                                                                  |                                                                               |
| Лучшая режиссура                                | • Милош Форман — «Вальмон»                                                                          |                                                                               |
| Лучшая режиссура                                | • Бертран Тавернье — «Жизнь и ничего больше»                                                        |                                                                               |
| Лучший актёр                                    | | • Филипп Нуаре — «Жизнь и ничего больше» (за роль майора Делаплана)           |
| Лучший актёр                                    | • Жан-Юг Англад — «Индийский ноктюрн» (за роль Россиньоля / Ксавье)                                 |                                                                               |
| Лучший актёр                                    | • Мишель Блан — «Месье Ир» (за роль месье Ира)                                                      |                                                                               |
| Лучший актёр                                    | • Жерар Депардьё — «Слишком красива для тебя» (за роль Бернара Бартелеми)                           |                                                                               |
| Лучший актёр                                    | • Ипполит Жирардо — «Безжалостный мир» (за роль Иппо)                                               |                                                                               |
| Лучший актёр                                    | • Ламбер Вильсон — «Зима 54, аббат Пьер» (фр.) (за роль аббата Пьера)                               |                                                                               |
| Лучшая актриса                                  | | • Кароль Буке — «Слишком красива для тебя» (за роль Флоранс Бартелеми)        |
| Лучшая актриса                                  | • Сабина Азема — «Жизнь и ничего больше» (за роль Ирен де Курти)                                    |                                                                               |
| Лучшая актриса                                  | • Жозиан Баласко — «Слишком красива для тебя» (за роль Колетт Шевассю)                              |                                                                               |
| Лучшая актриса                                  | • Эммануэль Беар — «Дети беспорядка» (фр.) (за роль Мари)                                           |                                                                               |
| Лучшая актриса                                  | • Сандрин Боннер — «Месье Ир» (за роль Алис)                                                        |                                                                               |
| Лучший актёр второго плана                      | | • Робер Ирш (фр.) — «Зима 54, аббат Пьер» (за роль Рауля)                     |
| Лучший актёр второго плана                      | • Ролан Бланш (фр.) — «Слишком красива для тебя» (за роль Марчелло)                                 |                                                                               |
| Лучший актёр второго плана                      | • Жак Боннаффе — «Крещение» (фр.) (за роль Андре Граве)                                             |                                                                               |
| Лучший актёр второго плана                      | • Франсуа Клюзе — «Форс мажор» (фр.) (за роль Даниэля)                                              |                                                                               |
| Лучший актёр второго плана                      | • Франсуа Перро (фр.) — «Жизнь и ничего больше» (за роль Перрена)                                   |                                                                               |
| Лучшая актриса второго плана                    | | • Сюзанн Флон — «Вуивра» (фр.) (за роль Луизы Мюзелье)                        |
| Лучшая актриса второго плана                    | • Клементин Селарье (фр.) — «Индийский ноктюрн» (за роль Кристины)                                  |                                                                               |
| Лучшая актриса второго плана                    | • Сабин Одпен (фр.) — «Форс мажор» (за роль Жанны)                                                  |                                                                               |
| Лучшая актриса второго плана                    | • Людмила Микаэль — «Белая свадьба» (за роль Катрин Эно)                                            |                                                                               |
| Лучшая актриса второго плана                    | • Мишлин Прель — «Я хочу домой» (фр.) (за роль Изабель Готье)                                       |                                                                               |
| Самый многообещающий актёр                      | | • Иван Атталь — «Безжалостный мир»                                            |
| Самый многообещающий актёр                      | • Жан-Ив Бертело (фр.) — «Крещение»                                                                 |                                                                               |
| Самый многообещающий актёр                      | • Тьерри Фортино (фр.) — «Летняя комедия» (фр.)                                                     |                                                                               |
| Самый многообещающий актёр                      | • Мельвиль Пупо (фр.) — «Пятнадцатилетняя» (фр.)                                                    |                                                                               |
| Самый многообещающий актёр                      | • Филипп Вольтер — «Чёрный лес» (фр.)                                                               |                                                                               |
| Самая многообещающая актриса                    | | • Ванесса Паради — «Белая свадьба»                                            |
| Самая многообещающая актриса                    | • Доминик Блан — «Я был хозяином замка» (фр.)                                                       |                                                                               |
| Самая многообещающая актриса                    | • Изабель Желина (фр.) — «Следуйте за этим самолётом» (фр.)                                         |                                                                               |
| Самая многообещающая актриса                    | • Мирей Перье (фр.) — «Безжалостный мир»                                                            |                                                                               |
| Самая многообещающая актриса                    | • Валери Стро (фр.) — «Крещение»                                                                    |                                                                               |
| Лучший оригинальный или адаптированный сценарий | | • Бертран Блие — «Слишком красива для тебя»                                   |
| Лучший оригинальный или адаптированный сценарий | • Пьер Жоливе (фр.), Оливье Шацки (фр.) — «Форс мажор»                                              |                                                                               |
| Лучший оригинальный или адаптированный сценарий | • Эрик Рошан (фр.) — «Безжалостный мир»                                                             |                                                                               |
| Лучший оригинальный или адаптированный сценарий | • Жан Космо (фр.), Бертран Тавернье — «Жизнь и ничего больше»                                       |                                                                               |
| Лучшая музыка к фильму                          | • Освальд Д’Андреа (фр.) — «Жизнь и ничего больше»                                                  | • Освальд Д’Андреа (фр.) — «Жизнь и ничего больше»                            |
| Лучшая музыка к фильму                          | • Майкл Найман — «Месье Ир»                                                                         |                                                                               |
| Лучшая музыка к фильму                          | • Жерар Торикян — «Безжалостный мир»                                                                |                                                                               |
| Лучший монтаж                                   | • Клодин Мерлен (фр.) — «Слишком красива для тебя»                                                  | • Клодин Мерлен (фр.) — «Слишком красива для тебя»                            |
| Лучший монтаж                                   | • Жоэль Аш (фр.) — «Месье Ир»                                                                       |                                                                               |
| Лучший монтаж                                   | • Арман Псенни (фр.) — «Жизнь и ничего больше»                                                      |                                                                               |
| Лучшая работа оператора                         | • Ив Анжело — «Индийский ноктюрн»                                                                   | • Ив Анжело — «Индийский ноктюрн»                                             |
| Лучшая работа оператора                         | • Филипп Руссело — «Слишком красива для тебя»                                                       |                                                                               |
| Лучшая работа оператора                         | • Брюно де Кейзер — «Жизнь и ничего больше»                                                         |                                                                               |
| Лучшие декорации                                | • Пьер Гюффруа (фр.) — «Вальмон»                                                                    | • Пьер Гюффруа (фр.) — «Вальмон»                                              |
| Лучшие декорации                                | • Мишель Аббе-Ванье — «Бункер „Палас-отель“» (фр.)                                                  |                                                                               |
| Лучшие декорации                                | • Теобальд Мерисс — «Слишком красива для тебя»                                                      |                                                                               |
| Лучшие костюмы                                  | | • Теодор Пиштек — «Вальмон»                                                   |
| Лучшие костюмы                                  | • Катрин Летерье (фр.) — «Французская революция»                                                    |                                                                               |
| Лучшие костюмы                                  | • Жаклин Моро (фр.) — «Жизнь и ничего больше»                                                       |                                                                               |
| Лучший звук                                     | • Доминик Эннекен (фр.), Пьер Ленуар (фр.) — «Месье Ир»                                             | • Доминик Эннекен (фр.), Пьер Ленуар (фр.) — «Месье Ир»                       |
| Лучший звук                                     | • Пьер Гаме (фр.), Клод Вилланд (фр.) — «Бункер „Палас-отель“»                                      |                                                                               |
| Лучший звук                                     | • Мишель Деруа (фр.), Вильям Флажоле (фр.), Жерар Лампс (фр.) — «Жизнь и ничего больше»             |                                                                               |
| Лучший дебютный фильм                           | • «Безжалостный мир» / Un monde sans pitié (режиссёр: Эрик Рошан)                                   | • «Безжалостный мир» / Un monde sans pitié (режиссёр: Эрик Рошан)             |
| Лучший дебютный фильм                           | • «Шкуры» / Peaux de vaches (режиссёр: Патрисия Мазюи)                                              |                                                                               |
| Лучший дебютный фильм                           | • «Ванная комната» / La Salle de bain (режиссёр: Джон Львофф)                                       |                                                                               |
| Лучший дебютный фильм                           | • «Пьяная» / La Soule (режиссёр: Мишель Сибра)                                                      |                                                                               |
| Лучший дебютный фильм                           | • «Следуйте за этим самолётом» / Suivez cet avion (режиссёр: Патрис Амбар)                          |                                                                               |
| Лучший дебютный фильм                           | • «Терпимость» / Tolérance (режиссёр: Пьер-Анри Салфати)                                            |                                                                               |
| Лучший короткометражный документальный фильм    | • Песня для моряка / Chanson pour un marin (режиссёр: Бернар Обуи)                                  | • Песня для моряка / Chanson pour un marin (режиссёр: Бернар Обуи)            |
| Лучший короткометражный документальный фильм    | • Ястреб из Нотр-Дама / Le faucon de Notre-Dame (режиссёр: Клод Фарни)                              |                                                                               |
| Лучший короткометражный игровой фильм           | • Холодная луна / Lune froide (режиссёр: Патрик Бушите)                                             | • Холодная луна / Lune froide (режиссёр: Патрик Бушите)                       |
| Лучший короткометражный игровой фильм           | • Ce qui me meut (режиссёр: Седрик Клапиш)                                                          |                                                                               |
| Лучший короткометражный игровой фильм           | • Vol nuptial (режиссёр: Доминик Кревкёр)                                                           |                                                                               |
| Лучший короткометражный анимационный фильм      | • Le porte-plume (режиссёр: Мари-Кристин Перроден)                                                  | • Le porte-plume (режиссёр: Мари-Кристин Перроден)                            |
| Лучший короткометражный анимационный фильм      | • Sculpture sculptures (режиссёр: Жан-Лу Фелисиоли)                                                 |                                                                               |
| Лучший постер (фр. Meilleure Affiche)           | • «Новый кинотеатр „Парадизо“» — Жиль Жуэн, Гай Жуино-Бордъюж                                       | • «Новый кинотеатр „Парадизо“» — Жиль Жуэн, Гай Жуино-Бордъюж                 |
| Лучший постер (фр. Meilleure Affiche)           | • «Месье Ир» — Анаи Леклерк, Жан-Мари Леруа                                                         |                                                                               |
| Лучший постер (фр. Meilleure Affiche)           | • «Белая свадьба» — Доминик Бушар                                                                   |                                                                               |
| Лучший постер (фр. Meilleure Affiche)           | • «Слишком красива для тебя» — Сильвен Матье                                                        |                                                                               |
| Лучший постер (фр. Meilleure Affiche)           | • «Вальмон» — Лоран Люфруа, Лоран Петен                                                             |                                                                               |
| Лучший иностранный фильм                        | • Опасные связи / Dangerous Liaisons (США, Великобритания, реж. Стивен Фрирз)                       | • Опасные связи / Dangerous Liaisons (США, Великобритания, реж. Стивен Фрирз) |
| Лучший иностранный фильм                        | • Новый кинотеатр «Парадизо» / Nuovo Cinema Paradiso (Италия, реж. Джузеппе Торнаторе)              |                                                                               |
| Лучший иностранный фильм                        | • Человек дождя / Rain Man (США, реж. Барри Левинсон)                                               |                                                                               |
| Лучший иностранный фильм                        | • Секс, ложь и видео / Sex, Lies, and Videotape (США, реж. Стивен Содерберг)                        |                                                                               |
| Лучший иностранный фильм                        | • Время цыган / Дом за вешање / Dom za vesanje (СФРЮ, Великобритания, Италия , реж. Эмир Кустурица) |                                                                               |

### Специальная награда
| Почётный «Сезар» |  | • Жерар Филип (посмертно), награду получила его дочь Анна-Мари Филип |